# Васил Гиздов
Васил М. Гиздов е български политик от БКП, кмет на Дупница.

## Биография
Васил Гиздов е роден в дупнишкото село Ресилово. Става учител и член на БКП. Назначен е за кмет на Дупница след Деветосептемврийския преврат от 1944 година. Успоредно с управлението му действа така наречения „Народен съд“ на Отечествения фронт. През мандата си на управление заселва бездомните цигани на общински терен до горните градски казарми, където се образува циганската „Гиздова махала“. През 1947 година Васил Гиздов престава да бъде кмет.